# The Journal of Finance
The Journal of Finance ist eine sechsmal jährlich erscheinende wissenschaftliche Zeitschrift zu finanzökonomischen Themen. Sie ist das Hausblatt der American Finance Association, der US-amerikanischen Vereinigung von Finanzökonomen. Sie gilt als eine der angesehensten Zeitschriften ihrer Fachrichtung. Chefredakteur ist seit 2022 Antoinette Schoar.

## Frühere Chefredakteure
Die folgenden Ökonomen leiteten das Journal of Finance als Chefredakteure:
| - 1946–1955: Marshall D. Ketchum - 1956–1958: Harold G. Fraine - 1959–1960: Joel E. Segall - 1961–1963: Harold G. Fraine - 1964–1966: Lawrence S. Ritter - 1967–1970: Dudley G. Luckett - 1971–1973: Alexander A. Robichek - 1974–1976: Jack M. Guttentag - 1977–1979: Marshall E. Blume - 1980–1983: Michael J. Brennan | - 1983–1988: Edwin J. Elton und Martin J. Gruber - 1988–2000: René M. Stulz - 2000–2003: Richard C. Green - 2003–2006: Robert F. Stambaugh - 2006–2012: Campbell R. Harvey - 2012–2016: Kenneth J. Singleton - 2016–2022: Stefan Nagel - seit 2022: Antoinette Schoar |

## Rezeption
Das Zeitschriften-Ranking VHB-JOURQUAL (2008) stuft die Zeitschrift in die beste Kategorie A+ ein, das Zeitschriften-Ranking des Handelsblatt Betriebswirte-Rankings (2009) stuft sie in die beste Kategorie 1,00 ein. Das Zeitschriften-Ranking der britischen Association of Business Schools (2010) stuft es in die beste Kategorie 4 ein. Eine weitere Studie der französischen Ökonomen Pierre-Phillippe Combes und Laurent Linnemer listet das Journal mit Rang 10 von allen wirtschaftswissenschaftlichen Zeitschriften in die zweitbeste Kategorie AA ein.
Der Impact Factor des Journal of Finance lag im Jahr 2012 bei 4,333. Gemäß der Statistik des Social Sciences Citation Index ist das Journal die meistzitierte Zeitschrift (Rang 1 von 89) in der Kategorie Business & Finanzen und die am dritthäufigsten zitierte Zeitschrift (Rang 3 von 333) in der Kategorie Wirtschaftswissenschaften. Seitdem verliert die Zeitschrift an Einfluss und ist im Jahre 2022 auf Rang 6/111 in der Kategorie Business & Finanzen und auf Platz 16/382 in der Kategorie Wirtschaftswissenschaften. Seitdem verliert die Zeitschrift an Einfluss und ist im Jahre 2022 auf Rang 6/111 in der Kategorie Business & Finanzen und auf Platz 16/382 in der Kategorie Wirtschaftswissenschaften.